# 非信者章
非信者章（阿拉伯语：‎，Sūrat al-Kāfirūn，又译不信道的人们章）是《古兰经》的第109章（蘇拉）的经文。
和许多篇幅较短的苏拉一样，非信者章也用了祷告的形式，告诫读者该请求什么、宣告什么。该章主要是在提醒读者，自始至终都要将不信道者和信徒区分开来，并以名句“你的宗教归你，我的归我”（英語：To you your religion, and to me mine）收尾。尽管有些人认为这句是在强调伊斯兰教对其他宗教的宽容，也有人认为这不过是最近才有的说法，警告说最近有少部分麦加的穆斯林被许多一直秉持《古兰经》圣训的穆斯林所怀疑，认为他们与不信道者之间相互串通。
该篇在穆斯林被麦加多神论者迫害之时于麦加降示。